# Josep Gudiol Ricart
Josep Gudiol Ricart (* 5. Juli 1904 in Vic; † 17. Oktober 1985 in Barcelona)  war ein spanischer Architekt und Kunsthistoriker.

## Leben
Er war der Neffe des Priesters Josep Gudiol i Cunill und auch der Vater der Malerin Montserrat Gudiol.
Nach seinem Architekturstudium in Barcelona arbeitete er mit dem Institut d’Estudis Catalans zusammen. Er erweiterte sein Wissen in den Vereinigten Staaten (1930–31), wo er mit bedeutenden Hispanisten wie Chandler Rathfon Post und Walter William Spencer Cook in Kontakt stand. 1936 veröffentlichte er „Katalanische Kristalle“ in der Sammlung „Monumenta Cataloniae“ und, bereits mitten im Spanischen Bürgerkrieg, die Synthese „Gotische Malerei in Katalonien“.
Im Jahr 1931 nahm er zusammen mit Rafael Masó i Valentí an den ersten Studien der archäologischen Stätte der iberischen Stadt Ullastret teil und erstellte den ersten topografischen Plan dieser Stätte. Dieses Ereignis wurde im siebten Band des Jahrbuchs des Institut d’Estudis Catalans zusammengefasst.
Zurück in Barcelona gründete er 1941 das Amatller-Institut für hispanische Kunst, und er leitete die neue Bühne der Galerías Layetanas, in der er die neue Generation avantgardistischer katalanischer Maler vorstellte.
1964 kaufte er das Bauernhaus Can Palau in La Garriga (Vallès Oriental), wo er viele Sommer und Wochenenden mit seiner Familie verbrachte.
Gudiol starb am 17. Oktober 1985 im Alter von 81 Jahren.